# Hemşin
Hemşin (armenisch Համշէն Hamschen oder Համամաշէն Hamamaschen, in Deutsch übersetzt „Hamams Weiler“; zuvor bekannt als Tambur) ist eine Stadt und ein Landkreis in der Provinz Rize in der Türkei. Die Stadt liegt zu Füßen des Ceğalver Berges und ist von bewaldeten Bergen umgeben. Laut Stadtsiegel wurde der Ort 1955 in den Status einer Gemeinde (Belediye) erhoben.
Der Landkreis liegt zentral in der Provinz und hat keinerlei Außengrenzen zu anderen Provinzen. Im Norden grenzt er an den Kreis Pazar, im Osten an den Kreis Çamlıhemşin und im Westen an den Kreis Çayeli. Der Kreis wurde 1990 aus dem südlichen Teil des Kreises Pazar gebildet. Bis dahin war er unter den Namen Ortaköy ein eigener Bucak und hatte bei der letzten Volkszählung vor der Gebietsänderung (1985) eine Bevölkerung von 5458 Einwohnern (davon 2594 für den Bucak merkezi Ortaköy).
Der Kreis ist der drittkleinste der Provinz und hat die geringste Einwohnerzahl. Die Bevölkerungsdichte ist bedeutend niedriger (18,3) als die der Provinz (89,8 Einw. je km²). Neben der Kreisstadt gibt es acht Dörfer (Köy) mit durchschnittlich 140 Bewohnern. Die Palette der Einwohnerzahlen reicht von 221 (Akyamaç) bis 58 (Hilal).

## Geschichte
Der Ort wurde gemäß armenischer Chroniken aus dem Mittelalter von einem Prinzen aus der armenischen Adelsdynastie (Nacharar) der Amatuni mit Namen Hamam gegründet, der sich hier mit seinem Gefolge in den Ruinen des zerstörten Tambur niederließ und den Ort wieder aufbaute. Er nannte ihn anschließend Hamamaschen, was  „Hamams Weiler“ bedeutet. Die Chronik Die Geschichte Tarons setzt dieses Ereignis zeitlich im frühen 7. Jahrhundert an. Andere Chronisten nennen das Jahr 750 und 789.
Der armenische Priester (erets), Kirchenlehrer (vardapet) und Geschichtsschreiber (patmagir) mit Namen Ghevond (auch: Lewond; lat.: Leontius) verfasste um 790 seine 'Historia', die sich mit dem Eindringen der arabischen Muslime in den Nahen Osten und Armenien zwischen 632 und 788 beschäftigt.
Ihm zufolge soll Prinz Hamam, Sohn von Schapuh Amatuni, einer der armenischen Prinzen gewesen sein, die infolge des von den Mamikonjan geführten Aufstandes gegen das abbasidische Kalifat im Jahr 774 und der verlorenen  Schlacht von Bagrewand am 25. April 775 die armenischen Regionen Taron, Sasun und Bagrewand (Bagrevand) verlassen mussten. Diese Prinzen gehörten zu den Adelsfamilien der Mamikonjan, Kamsarakan und Amatuni. Armenien geriet vollständig unter die Herrschaft der Abbasiden. Leontius zufolge flohen über 12.000 Armenier unter der Führung von Schapuh Amatuni und dessen Sohn Hamam in Richtung Schwarzes Meer auf byzantinisches Gebiet. Dort am Schwarzen Meer gründete letzterer den Ort Hamamschen. Daraus entwickelte sich dann das Fürstentum Hamamschen, das über das ganze Mittelalter bis zum 14. Jahrhundert bestand.
Als die Gegend im 14/15. Jahrhunderts unter die Herrschaft der muslimischen Osmanen fiel, wurde in der darauffolgenden Zeit ein Teil der christlich-armenischen Bevölkerung islamisiert. In der Kultur dieser muslimischen Nachfahren der ursprünglich christlichen Armenier haben sich jedoch Feste erhalten, die armenischen Ursprungs sind, wie beispielsweise Wardawar (Vardavar), das von den Hamschenzi Vartevor genannt wird.